# グミ科
グミ科（グミか、Elaeagnaceae）は、被子植物の科。温帯（主に北半球）から熱帯に分布する木本、3属50種ほどからなる。
花には花弁はなく、がくが合着して筒状になり、先が4つに裂ける。おしべはがくの内側に4または8本つく。子房上位だが、がくの基部が果実の外側を覆ったまま残る。果実は核果様で、グミ属などの実は食用になる。葉などの表面には星状毛がある。根には放線菌フランキア属が共生し窒素固定を行う。
形態的特徴から、古くはジンチョウゲ科（新エングラー体系）あるいはヤマモガシ科（クロンキスト体系）に類縁があるとされたが、分子系統学研究からバラ目に属すことが明らかになった（APG植物分類体系）。

## 属・種
- Elaeagnus グミ属
  - グミ
  - ツルグミ 分布：関東以西、四国、九州、沖縄、朝鮮南部、中国、台湾
- Hippophae ヒッポファエ属
- Shepherdia シェフェルディア属